# Імперія світла
«Імперія світла» (англ. Empire of Light) — художній фільм британського режисера Сема Мендеса, прем'єра якого відбулась у вересні 2022 року. Головні ролі у картині грають Майкл Ворд та Олівія Колман.

## Сюжет
Дія фільму відбувається у 1980-ті роки у Південній Англії. У центрі оповідання — старий кінотеатр.

## У ролях
- Олівія Колман — Хіларі Смол
- Майкл Ворд — Стівен Мюррей
- Колін Ферт — містер Елліс
- Тобі Джонс — Норман
- Том Брук — Ніл
- Кристал Кларк — Рубі
- Таня Муді — Деліа

## Виробництво
Сценарій картини написав Сем Мендес, який виступає ще й у ролях режисера та продюсера (разом із Піппою Харріс). Виробництвом займаються компанії Searchlight Pictures і Neal Street Productions. Оператором став Роджер Дікінс. Головні ролі отримали Колін Ферт та Олівія Колман ; Крім того, у фільмі грають Тобі Джонс, Крістал Кларк, Таня Муді, Майкл Уорд. Прем'єра картини відбулась у вересні 2022 року.